# 15

## Události
- Valerius Gratus je jmenován prefektem Judey.
- Annáš byl zbaven úřadu židovského velekněze

## Narození
- 24. září – Vitellius, římský císař.
- 6. listopadu – Agrippina mladší, Neronova matka (možná též 16) († 59)

## Hlava státu
- Římská říše – Tiberius (14–37)
- Parthská říše – Artabanos II. (10/11–38)
- Kušánská říše – Heraios (1–30)
- Čína, dynastie Chan (206 př. n. l. – 220 n. l.) – Wang Mang (8–23)
- Markomani – Marobud (?–37)